# Monture T

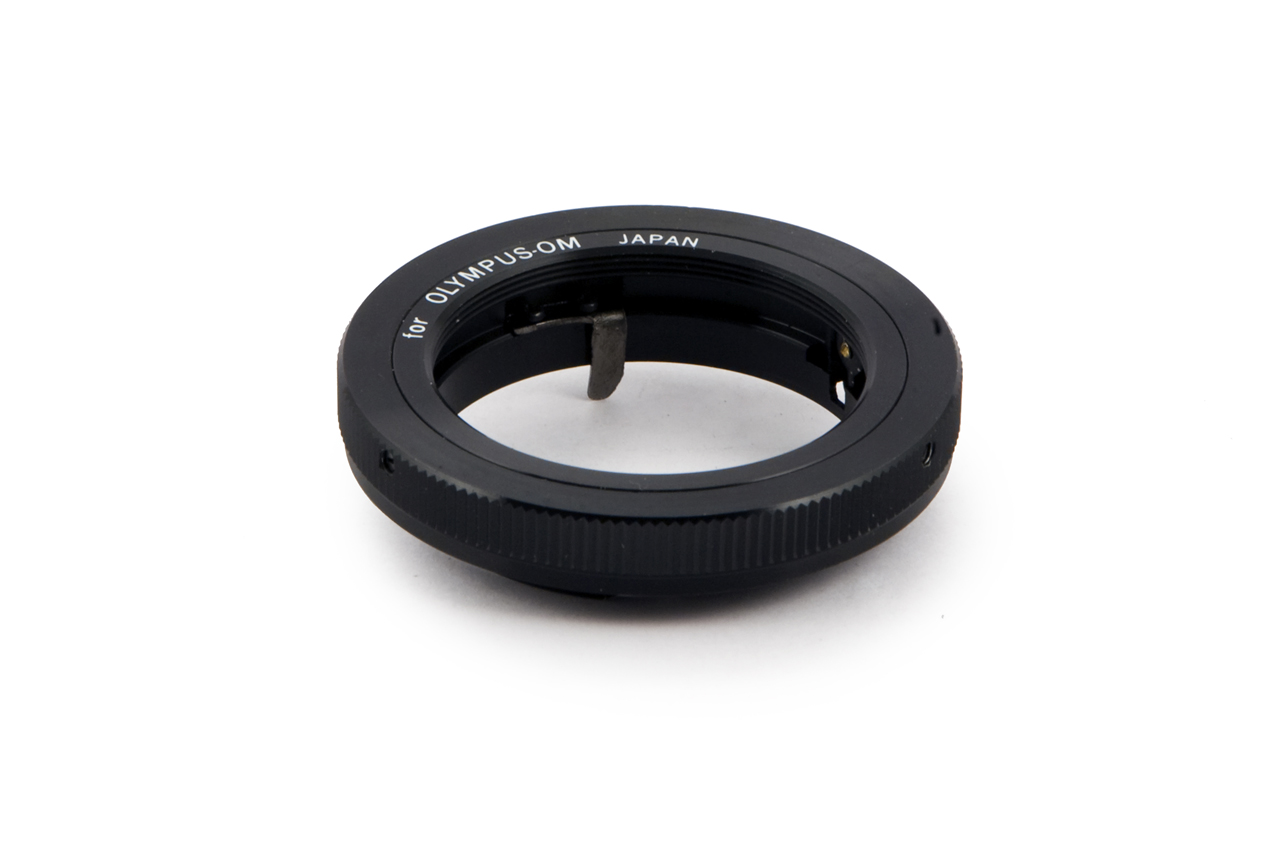
Bague d'adaptation qui permet de monter un objectif avec une monture T2 sur un boitier Olympus.

La monture T (d'une seule pièce) ou monture T2 (que trois petites vis permettent de faire tourner) est une monture standard créée en 1957 par Tamron,. Sur un appareil photographique à objectifs interchangeables, la monture est l'interface mécanique (et parfois électronique via des contacts électriques) qui permet de raccorder l'objectif au boitier.

## Utilisation
Elle est utilisée sur certains objectifs photo et certains microscopes, ainsi que sur la plupart des télescopes amateurs (comme le Télescope de Newton) et des lunettes astronomiques dans le cadre de l'astrophotographie.
Elle consiste en un filetage de 42 mm de diamètre avec un pas de 0,75 mm,.

A ne pas confondre avec la monture M42 qui a un pas différent.